# Zlatan Sremec
Zlatan Sremec (Gradište kraj Županje, 19. srpnja 1898. – Zagreb, 21. lipnja 1971.) je bio liječnik, hrvatski političar i predsjednik SR Hrvatske 1953. godine.
Po zanimanju je bio liječnik. Medicinu je isprva studirao u Beču, ali se kasnije prebacio u Zagreb, gdje je 1923. godine diplomirao kao prvi liječnik na novoosnovanom Medicinskom fakultetu. Od 1924. godine bio je član Hrvatske seljačke stranke. Do 1943. godine radio je kao liječnik u Vinkovcima. 
Narodnooslobodilačkom pokretu priključio se 1943. godine. Za vrijeme rata bio je vijećnik ZAVNOH-a, vijećnik AVNOJ-a, član Predsjedništva AVNOJ-a i povjerenik za narodno zdravlje NKOJ-a.
Poslije rata, bio je ministar za zdravlje u vladi Demokratske Federativne Jugoslavije, zastupnik u Narodnoj skupštini Jugoslavije od 1945. do 1953., zastupnik u Saboru NR Hrvatske od 1946. do 1963., ministar za prosvjetu u vladi NR Hrvatske, predsjednik Sabora NR Hrvatske od 6. veljače do 18. prosinca 1953. godine i ostalo.
Za svoj rad u politici, bio je odlikovan Ordenom narodnog oslobođenja, Ordenom bratstva i jedinstva sa zlatnim vijencem i ostalim odlikovanjima.
Umro je 21. lipnja 1971. godine u Zagrebu. Sahranjen je na zagrebačkom groblju Mirogoj.